# Transversale Alpes Auvergne Atlantique
«  Via Atlantica » redirige ici. Pour les autres significations, voir Atlanticus, Atlantica, Atlanticum.
 (septembre 2016).
Améliorez-le ou discutez des points à vérifier. 

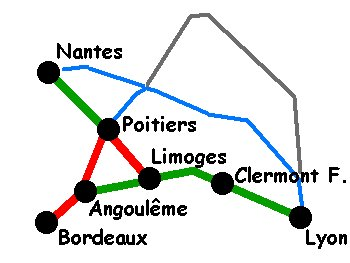
Le schéma de principe de Transline : réaliser les trois liaisons transversales ferroviaires Nantes-Lyon, Lyon-Bordeaux et Bordeaux-Nantes en s'appuyant sur les branches de la LGV L'Océane dont le barreau Poitiers-Limoges.

La Transversale Alpes Auvergne Atlantique (ou en abrégé T3A), appelée aussi Via Atlantica, est un concept de liaison ferroviaire performante reliant Lyon à l'Arc Atlantique à travers le Massif central. Conçue sous la forme d'un « Y » couché, elle permettrait de réaliser trois relations transversales de base :
- Lyon-Bordeaux via Clermont-Ferrand et Limoges avec raccordement à la LGV Sud Europe Atlantique (LGV L'Océane) au niveau d'Angoulême.
- Lyon-Nantes via Clermont-Ferrand, Limoges et Poitiers en empruntant notamment la LGV Poitiers - Limoges
- Bordeaux-Nantes via Angoulême et Poitiers par l'emprunt de la LGV Sud Europe Atlantique (LGV L'Océane) entre Bordeaux et Poitiers.

Le projet a été initié par l'association ALTRO (Association Logistique Transport Ouest) basée à La Rochelle. Porté notamment par la région Auvergne et son président Pierre-Joël Bonté décédé brutalement le 18 janvier 2006, le projet a séduit de nombreuses collectivités. René Souchon, qui a succédé à M. Bonté, s'est impliqué à son tour dans la T3A. Le 12 octobre 2007, lors de l'Assemblée Générale d'ALTRO, il a été élu Président de l'association afin de la transformer en lobbying et en outil d'aménagement du territoire pour le Grand-Ouest et le Massif central. Il succède à Michel Caniaux, fondateur d'ALTRO.
Le projet de la T3A constitue un réseau s'articulant autour de cinq unités urbaines principales (Rennes, Nantes, Bordeaux, Clermont-Ferrand et Lyon) et concerne un vaste territoire situé au sud de Paris. Ce projet envisage d'intégrer trois types de trafics : Grandes lignes, Fret et dessertes inter-régionales/régionales. Sur le plan européen, les promoteurs du projet Transline veulent l'inscrire dans le Corridor 5 reliant Lisbonne à Kiev, bien que celui-ci soit pour l'instant envisagé par Barcelone et Montpellier. La T3A pourrait notamment renforcer l'attractivité des ports de l'Atlantique (Bordeaux, La Rochelle et Nantes) en leur offrant un meilleur débouché vers l'intérieur du territoire pour le trafic Fret.
Le projet Transline est complémentaire du projet de doublement de Paris-Lyon par la connexion à un nouveau barreau reliant l'Auvergne à Paris et reprend l'idée de la LGV des Estuaires.

## Histoire

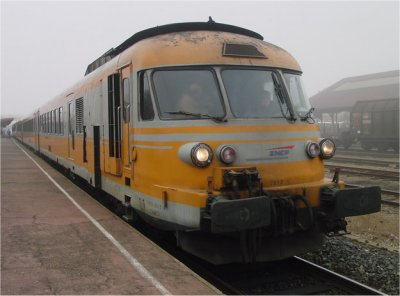
Le turbotrain, utilisé sur la ligne Lyon - Bordeaux jusqu'en 2004.

L'idée d'une grande transversale à travers le Massif central est née au XIXe siècle grâce au Duc de Morny, alors président de la Compagnie du chemin de fer Grand-Central de France. Mais son projet ne verra jamais le jour et sa compagnie sera partagée entre le PLM, le Paris-Orléans et la Compagnie du Midi. Les lignes qui seront construites sur cet axe permettront des relations peu performantes à cause entre autres des rebroussements et des vitesses faibles comme sur Lyon - Bordeaux.
En 1991, le schéma directeur des LGV reprend la traditionnelle étoile de Legrand en y rajoutant les axes Rhin-Rhône et Bordeaux - Toulouse - Narbonne. La traversée du Massif central n'est pas envisagée. Durant les années 1990, des études sommaires sont cependant menées sur des projets intitulés « LGV Rhône-Océan » et « LGV des Estuaires ».
En 2000 paraît, aux éditions L'Harmattan, un ouvrage intitulé La Transversale Alpes Atlantique par Michel Caniaux, Michel Joindot et Yvon Roccon. Le livre obtiendra un certain écho et servira de base à plusieurs colloques sur l'avenir du transport. Cet ouvrage, du fait qu'il représentait la T3A sur le terrain, indiquant l'emplacement des gares en dehors des villes et même les horaires, fut très critiqué. À la suite de la parution de ce livre est créée l'association ALTRO (Association Logistique TRansport Ouest) destinée à la promotion de ce projet.
En 2003, Altro décide de lancer une pré-étude fonctionnelle et commence à récolter des fonds en ce sens. L'objectif est une prise en compte de la T3A lors d'un prochain Comité interministériel d'aménagement et de développement du territoire (CIADT). Le CIADT du 18 décembre 2003, qui priorise les constructions de LGV, ne retient pas la T3A en tant que telle mais un de ses tronçons : Poitiers - Limoges, tandis que des réflexions à l'initiative des collectivités concernent Rennes - ND des Landes - Nantes et Clermont-Ferrand - Lyon[réf. nécessaire].
En 2004, l'Agence d'Urbanisme de Clermont Métropole réunit avec ALTRO des acteurs politiques et économiques pour définir un fuseau et mettre fin aux polémiques liées au tracé trop précis.
En 2005, le CESR Auvergne considère le projet de barreau LGV Montchanin-Vichy, initié par l'ancien président Giscard d'Estaing, comme « faisable mais peu intéressant ». Il préconise d'améliorer la ligne Paris - Clermont-Ferrand existante et d'œuvrer pour la réalisation de la T3A, véritable axe structurant, selon les mots du Président du CESR. Dès lors, le Président du Conseil Régional en fait une priorité.
En juillet 2010, l'avant projet de Schéma National des Infrastructures de Transports présenté par le Ministère de l'Écologie, de l'Énergie, du Développement durable et de la Mer inclut, dans les projets à lancer après 2020, la réalisation de la liaison Paris - Clermont-Ferrand - Lyon ainsi que celle d'un barreau est-ouest de connexion à la façade atlantique.
En octobre 2018, les responsables des régions concernées se sont réunis au Parlement européen à Bruxelles, sans qu'une décision soit prise. À cette date, le projet peine à rassembler et justifier son intérêt.
Début 2022 toutefois, la communauté urbaine Limoges Métropole exprime son soutien au projet et demande une étude de faisabilité.

## Les adhérents d'Altro
En dehors des membres individuels, l'association Altro comprend, en juillet 2013, les membres institutionnels suivants :
- quatre conseils régionaux : Auvergne, Limousin, Poitou-Charentes et Rhône-Alpes ;
- dix conseils généraux : Allier, Charente-Maritime, Creuse, Dordogne, Ille-et-Vilaine, Loire, Maine-et-Loire, Puy-de-Dôme, Deux-Sèvres et Haute-Vienne ;
- 19 communautés d'agglomérations ou de communes : Communauté urbaine de Bordeaux, communauté d'agglomération Caen la Mer, Communauté de communes de la région de Chemillé, Communauté d'agglomération du Choletais, Clermont Communauté, Communauté de communes de Commentry - Néris-les-Bains, Pays de Fougères, Fougères communauté, Communauté d'agglomération du Grand Guéret, Communauté urbaine Limoges Métropole, Communauté d'agglomération montluçonnaise, Nantes Métropole, Grand Poitiers, Rennes Métropole, Riom-Communauté, Roannais Agglomération, Communauté d'agglomération de La Rochelle, Vannes agglo et Communauté d'agglomération de Vichy Val d'Allier ;
- sept CCIR et CCI (Auvergne, Clermont-Ferrand, Limoges, Montluçon-Gannat, Riom, Roanne, Rochefort) ;
- ainsi que la Fédération des Travaux publics Auvergne, le Grand port maritime de La Rochelle, le Syndicat des forestiers privés du Limousin et Veolia Transport.

L'association a été quittée en 2005 par la ville de Niort ainsi que par la CRCI de Basse-Normandie, puis par la ville de Saint-Nazaire en 2006, et par la ville et la CCI d'Angoulême en 2007.
Près de 200 institutionnels seraient concernés par ce projet[réf. nécessaire].

## Descriptif
Au stade d'avancement actuel, la T3A est un concept comprenant une composante "Voyageurs" avec :
- le TGV pour les longues distances,
- des TERGV pour les moyennes distances,
- des lignes affluentes pour les courtes distances,
- des réseaux interrégionaux (Réseaux Armorique, Pyrénées-Aquitaine-Charente, des Trois Massifs), véritables réseaux intermodaux utilisant les infrastructures nouvelles et les lignes classiques modernisées.
- les aéroports de Lyon, Nantes, Bordeaux et Clermont-Ferrand.

une composante « fret » avec :
- des relations rapides entre le sillon rhodanien et l'arc Atlantique,
- le corridor Européen V « Lisbonne-Kiev » (qui devrait cependant plutôt passer par Barcelone et Montpellier, cf. ci-dessus),
- des plates-formes multimodales affectées au fret,
- une partie des ports français dont la desserte ferroviaire serait améliorée.

La T3A serait complémentaire de certains projets existants ou programmés d'ici l'horizon 2020 :
- La LGV Méditerranée, pour les relations Grand Ouest - Méditerranée
- La LGV Rhin-Rhône (branche Est, Sud puis Lorraine) pour les relations péninsule Ibérique-Aquitaine-Poitou Charente-Limousin-Auvergne-Bourgogne, Alsace/Lorraine, Suisse et Allemagne
- La LGV L'Océane pour les relations Nantes-Poitiers-Bordeaux,
- La LGV Bretagne-Pays de la Loire pour les relations Le Mans-Laval-Rennes
- La Ligne nouvelle Paris - Normandie
- La Transalpine Lyon-Turin dont la T3A constitue un prolongement possible,
- La LGV PACA, élément de la liaison Italie-Catalogne,
- les itinéraires fret desservant Lyon,
- Le tunnel du Montgenèvre,
- La modernisation de la ligne Saint-Étienne - Lyon,
- Le doublement de la ligne Paris-Lyon avec la possibilité de l'amélioration de Paris - Clermont-Ferrand (objectif : 2 heures),
- Le volet infrastructure du POLT et son prolongement par la Traversée Centrale des Pyrénées (pour laquelle on n'en est qu'au stade des premières réflexions),
- L'amélioration de la ligne Nantes-La Rochelle-Bordeaux.

Sur le terrain la T3A pourrait se matérialiser par :
- Des tronçons de LGV destinés aux seuls trains de voyageurs.
- Des tronçons de lignes mixtes TGV-fret.
- Des aménagements de lignes existantes pour permettre la circulation du Fret et de TER.
- Des troncs communs avec d'autres projets.

## Les liaisons

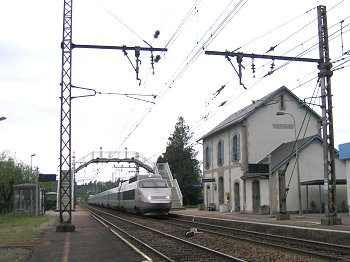
Le projet Transline permettrait le désenclavement Est-Ouest du Massif Central - Le TGV Brive-Lille est le premier à desservir la région Limousin depuis décembre 2007 via la ligne du POLT

Le projet de la T3A consiste en un tronc commun Lyon-Clermont-Limoges, une branche Limoges-Poitiers-Nantes-Rennes-Caen desservant le nouvel aéroport de Notre Dame des Landes et un barreau de raccordement Limoges-Angoulême. À cela, s'ajoutait un "Delta TAA", destiné avant tout au Fret Macon-Roanne-St-Étienne-Annonay-Valence.
Le projet mettrait Bordeaux à 2h15 de Lyon et à 4h de Turin. 

### Lyon - Clermont Ferrand
Une option permettrait de mutualiser les liaisons Clermont-Paris et Clermont-Lyon au départ de la capitale auvergnate : c'est le "Y Arverne".
À partir de la gare de Riom—Châtel-Guyon, une LGV se dirigerait vers le nord et desservirait l'agglomération vichyssoise par une nouvelle gare située sur la rive gauche de l'Allier de manière à permettre les correspondances avec la ligne Saint-Germain-des-Fossés-Gannat. La nouvelle gare serait naturellement accessible en transports en commun et via l'autoroute A 719. Au nord de Vichy, une branche se dirigerait vers Roanne et une autre vers Montluçon, puis Bourges dans le cadre du doublement de Paris-Lyon. À l'est de Roanne, un barreau effectuerait la jonction avec les LGV existantes dans le secteur de Lyon et de l'aéroport de Lyon-Saint-Exupéry.

### Clermont Ferrand - Limoges
Le tronçon central est la clé de voûte de la T3A et celui qui comporte le plus d'obstacles. Dans les premières ébauches, il était question d'un tunnel de plus de 20 km sous la chaîne des Puys.
L'axe Lyon-Roanne-Vichy pourrait se prolonger en direction de Montluçon. La T3A se grefferait sur le Y Arverne au nord ou à l'ouest de la nouvelle gare de Vichy-TGV: cette dernière serait donc située sur l'axe Bordeaux-Clermont et sur l'axe Bordeaux-Lyon.
La T3A se dirigerait vers l'ouest sous forme de ligne mixte. Montluçon et Guéret seraient desservies.
Peu avant Limoges, la T3A se séparerait en deux :
- Vers l'ouest, une LGV se dirigerait vers Poitiers.
- Vers le Sud, la T3A (TGV + Frêt) emprunterait le POLT, aménagé à V220, jusqu'à la gare de Limoges-Bénédictins.

### Limoges - Angoulême (Bordeaux)
Afin de réduire les nuisances au niveau de Limoges, un contournement fret relie le nord au sud de la ville en passant par l'ouest (notons cependant que le relief de l'ouest limougeaud ne se prête guère à la construction d'une ligne affectée au fret). Un barreau mixte relierait, quasiment à l'horizontal, le sud de Limoges au nord d'Angoulême.
À proximité de cette ville, la T3A se raccorderait à la ligne classique Paris-Bordeaux (pour le fret) et à la LGV Sud Europe Atlantique.
Un prolongement, surtout destiné au fret, pourrait être envisagé vers Saintes et la ligne Bordeaux-La Rochelle-Nantes.

### Limoges - Poitiers
L'abandon du projet POLT en 2003 a mis sur le devant de la scène un nouveau projet : le TGV Limousin devant relier Limoges à Paris via Poitiers. Cette liaison est actuellement à l'étude après avoir donné lieu à un débat public en 2006. La date de mise en service était initialement prévue simultanément à celle du projet de LGV L'Océane pour 2016.
En provenance de Lyon et direction de Nantes, le fret emprunterait la LGV Limoges-Poitiers-Nantes.

### Poitiers - Nantes
Cet axe suscite un grand intérêt puisque de nombreuses voix militent pour cet axe, même si certains préfèreraient rouvrir la ligne classique via Parthenay et Bressuire plutôt que se lancer dans la construction d'une infrastructure nouvelle lourde.
Au nord de Poitiers et du Futuroscope, la T3A se raccorderait à la LGV L'Océane de manière à permettre aux TGV de desservir Poitiers ou de continuer directement vers Bordeaux, et elle irait jusqu'à Nantes en passant par Chemillé.

### Nantes - Rennes
L'intérêt de ce tronçon serait renforcé par la construction de l'aéroport de Notre Dame des Landes. Cependant, il faut remarquer que la T3A lui donnerait plus d'intérêt (2,4 MV sans T3A, 3,5 MV avec).
La T3A pourrait traverser Nantes en souterrain puis desservir le nouvel aéroport du Grand Ouest avant de rejoindre Rennes. Cependant, il faudrait faire face à certaines difficultés techniques, comme le passage sous la Loire.
L'agence d'urbanisme de Rennes (AUDIAR) travaille activement à la réalisation de cette solution en coopération avec ALTRO. L'objectif affiché est de permettre une liaison des deux capitales régionales en 30 minutes, ce qui explique l'ambition des infrastructures proposées[réf. nécessaire].

### Rennes - Caen
Le trafic voyageurs entre l'Ouest de la Normandie et le Sud-Est gagnerait 30 à 45 minutes par rapport à un passage via l'Île-de-France mais surtout éviterait la congestion francilienne et des péages élevés. Aujourd'hui, aucune des collectivités concernées n'a manifesté de l'intérêt pour ce projet qui reprend le TGV des Estuaires.
Ce tronçon serait relié à la ligne nouvelle Paris-Normandie à Caen, il est situé à l'extrémité nord de la T3A serait aussi destiné au fret : il relierait les ports de Caen, du Havre et de Rouen aux Alpes et à la péninsule ibérique. Cependant, cette fonction devrait être assurée par la ligne Caen - Le Mans - Tours lorsque celle-ci aura été électrifiée.
Tracé (non officiel): Rennes - Fougères - Saint-Lô - Caen

## Trafic estimé
La pré-étude fonctionnelle dont les résultats ont été présentés au colloque Transline du 26 octobre 2007 table sur les chiffres suivants :
À l'horizon 2030, TRANSLINE concernerait un total de :
- 15,3 millions de voyageurs dont 9,6 millions pris à la route.
- 11,3 millions de tonnes dont 7,3 millions pris à la route.

Les sections les plus porteuses seraient :
- Clermont-Lyon avec 7,2 millions de voyageurs (MV)
- Poitiers-Limoges avec 6 MV,
- Nantes-Poitiers avec 4,7 MV,
- Limoges-Clermont avec 4,5 MV,
- Rennes-Nantes avec 3,5 MV
- Angoulème-Poitiers avec 1,8 MV

Néanmoins, ces chiffres sont à prendre avec précaution.
En effet, a titre de comparaison, Bordeaux-Toulouse est estimé à 5,5 MV
et Mulhouse-Dijon à 4,8 MV. On peut dès lors se demander comment une étude peut-elle conclure a un trafic plus élevé sur Poitiers-Limoges que ce qui a été estimé sur Bordeaux-Toulouse, alors que ce second projet dessert des villes bien plus importantes et doit cumuler de la même façon des fonctions transversales et radiales.
Par ailleurs, toujours sur cette même liaison Poitiers-Limoges, la pré-étude fonctionnelle prévoit 3 millions de passagers annuels en flux transversaux (axe Rennes-Lyon) et 3 millions en flux radiaux (vers Paris). Ce dernier chiffre est beaucoup plus élevé que celui de l'étude de RFF, qui estimait de la trafic de la ligne à 2 millions de voyageurs annuels pour ce mêmes flux radiaux.
Avec l'antenne vers Paris du doublement de Paris-Lyon (voir ci-dessous), le trafic sur la section Lyon-Montluçon devrait augmenter ainsi que, dans une moindre mesure, celui de la section Limoges-Montluçon.

## T3A/TRANSLINE et doublement de Paris-Lyon
Depuis longtemps Clermont Métropole et ALTRO travaillaient sur une hypothèse de doublement de la ligne Paris-Lyon[réf. nécessaire] dont la saturation deviendra réalité à l'horizon 2025-2030. Ils ont veillé à ce que TRANSLINE et le doublement de Paris-Lyon soient compatibles afin de limiter les coûts. Une hypothèse de doublement évoque le TGV Rhin-Rhône dont la branche ouest serait prolongée jusqu'à Paris, ce qui ne semble pas pertinent sur le plan de l'aménagement du territoire.
Le Grenelle de l'Environnement a eu lieu et parmi les propositions qui en découlent, on trouve 2500 km de TGV en projet. Le Ministre Hortefeux a d'ailleurs demandé à Dominique Bussereau d'étudier le doublement de la ligne Paris-Lyon via le centre de la France, officialisant ainsi des réflexions qui avaient déjà été menées.
La position d'ALTRO est celle de mener de front les deux projets. L'objectif est de greffer cette antenne de TRANSLINE vers Paris en utilisant le parcours commun le plus long possible vers Vichy (40 % de Lyon-Limoges) voire Montluçon (2/3 de Lyon-Limoges). La solution Montluçon permet à TRANSLINE de garder sa cohérence et de contenir le linéaire de LGV à construire dans des limites raisonnables 980 km contre 1230 km, soit une économie de près de 4 milliards d'euros. Rien que faire de Vichy la bifurcation de l'antenne, au lieu de Montluçon, génère 125 km supplémentaires pour un gain de 20 km sur Paris-Lyon soit 4 minutes à 300 km/h mais représente un gain pour l'aménagement du territoire.
À la suite de ces développements, l'association ALTRO présente désormais son projet sous le slogan "TROIS BANCHES, UN PROJET !", ces trois branches étant :
- une branche Est vers Lyon ;
- une branche Ouest vers l'Atlantique qui intègre le Poitiers-Limoges ;
- une branche Nord via Bourges, Orléans vers Paris (TGV Paris-Clermont repris dans la version définitive du projet de loi Grenelle I à la suite de la mobilisation de tous les élus auvergnats dont notamment René Souchon, président d'ALTRO et président du conseil régional d'Auvergne, qui a organisé une consultation par courrier.

Les branches Est et Nord constituent le doublement de la ligne Paris-Lyon dont la saturation est évoquée à l'horizon 2030.
La version définitive du projet de loi d'orientation du Grenelle (Conseil des Ministres du 11 juin 2008) a repris la mise à l'étude d'un Barreau Est-Ouest et de la ligne Paris-Clermont.

## Critiques

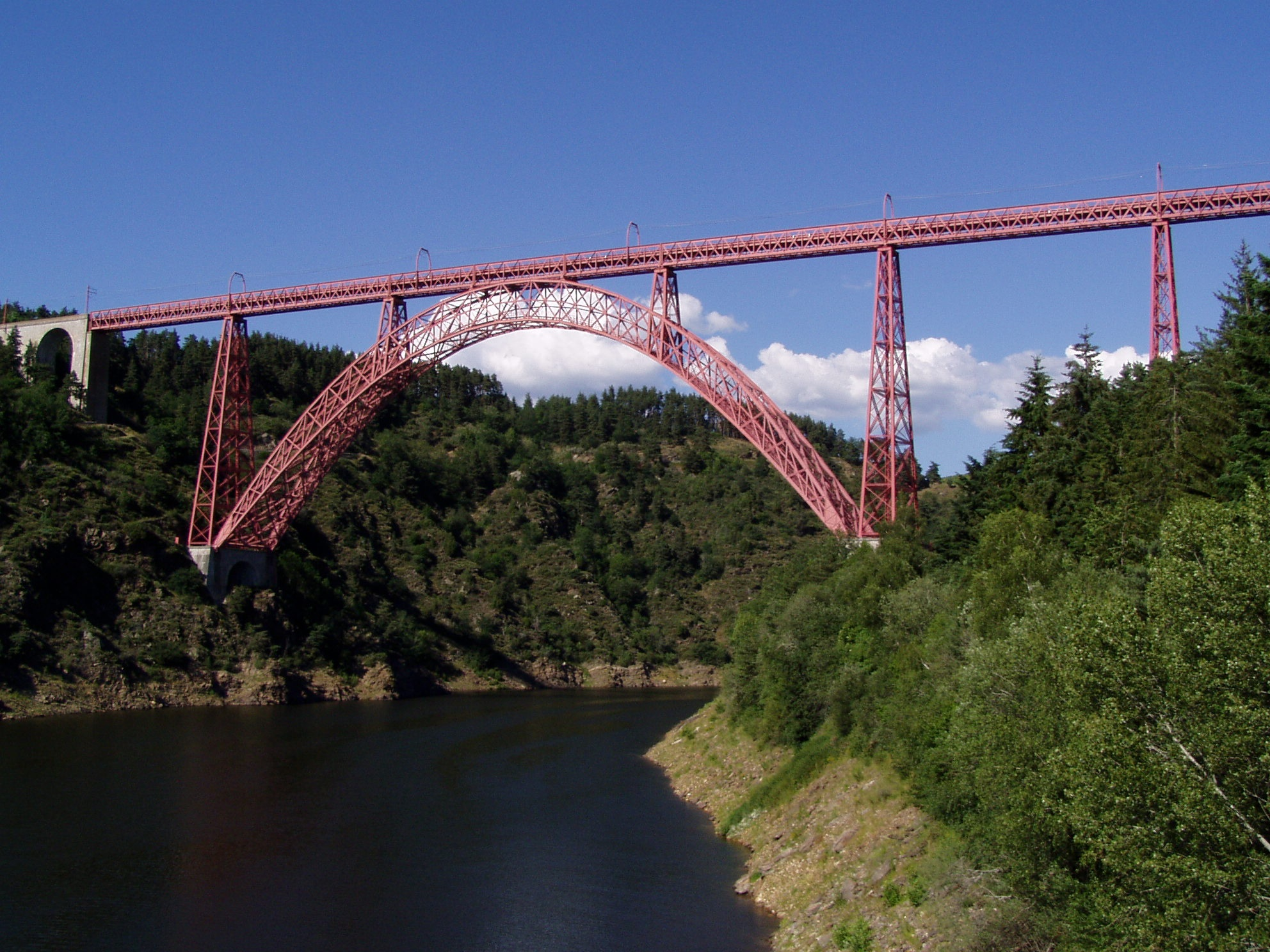
Certains préfèreraient voir le réseau existant rénové

Ce projet fait l'objet de critiques de la part de certains politiques et associatifs. Ses détracteurs lui reprochent :
- des estimations de trafic surévaluées (cf. trafic estimé) ;
- un coût de construction élevé (notamment en raison du relief des zones traversées) et disproportionné au regard du trafic potentiel. Pour RFF, « Quant à la traversée du Massif central, elle reste très onéreuse et peu rentable »[12] ;
- L'abandon partiel de la transversale Lyon-Bordeaux/La Rochelle actuelle (via Montluçon, Limoges, Périgueux, Coutras, pour Bordeaux, et Limoges, Angoulême, Saintes, pour La Rochelle - le train nocturne estival quotidien jusqu'en 1977, a été dérégularisé, du point de vue circulation, entre 1978, et 1986, entrainant une baisse de fréquentation, et sa suppression, en 1987, ce train de nuit reliait la Capitale des Gaules, à Bordeaux, et La Rochelle. Ce train a eu son parcours prolongé, et amorcé à Saint-Gervais-les-Bains-Le Fayet, et Genève, entre 1963 et 1984).
- L'électrification de la ligne existante entre Lyon, et Saint-Germain-des-Fossés, reviendrait moins cher, cependant le trafic ne le justifie pas par l'itinéraire via Tarare, mais, plutôt, par Saint-Étienne (Fret/TET). Puis, continuation par l'emprunt des lignes existantes via Bourges Vierzon, totalement électrifiées, vers la Bretagne, Saint-Nazaire, les stations balnéaires des Pays de Loire, via Nantes, et La Rochelle, via Poitiers et Niort.
- L'absence de volonté, de la part de la SNCF de créer des liaisons directes entre ces villes de la côte Atlantique, et Clermont-Ferrand, et pressions sur le gouvernement contre l'ouverture à la concurrence : des sillons entre l'Atlantique et la capitale Auvergnate sont totalement faisables par des opérateurs semi privés tels, ARRIVA, qui a repris, avec succès, des trains que les chemins de fer allemands, n'ont plus voulu assurer. L'itinéraire existant via Vierzon, Bourges, permet d'avoir la traction électrique de bout en bout entre Atlantique, et Auvergne, avec un coût bien inférieur à une LGV.
- L'état des lignes ferroviaires classiques (surtout électrifiées) est, davantage, prioritaire, aux LGV.
- l'exploitation de ces lignes repose en partie sur le TERGV, un système qui n'est aujourd'hui appliqué qu'en région Nord-Pas-de-Calais, où les flux sont importants, le réseau routier peu performant et la LGV est justifiée par les autres trafics ; pour toutes ces raisons, il existe des doutes sur sa viabilité dans des conditions moins favorables ;
- il pourrait déstabiliser certaines lignes du réseau classique, telles que Paris - Vierzon - Limoges, Paris - Nevers - Clermont-Ferrand, Nantes - La Rochelle - Bordeaux et Paris - Granville, lignes dont certains tronçons pourraient être alors fermés ou voir leur desserte réduite à la portion congrue[13] ;
- les études et la promotion de ce projet mobilisent des moyens humains et financiers alors qu'il est urgent de rénover le réseau classique[14] ;
- par ailleurs, des doutes planent déjà sur la réalisation des LGV programmées lors du Grenelle de l'Environnement [15].

## Sources